# Palco MP3
O Palco MP3 é uma plataforma de divulgação de novos artistas da música brasileira desenvolvida pela Studio Sol, empresa brasileira também responsável pelas plataformas Cifra Club e Letras.mus.br.
Com o objetivo de ser um espaço para artistas e bandas brasileiras mostrarem o trabalho que fazem na área da música, o Palco MP3 impulsiona produções musicais. A plataforma oferece a possibilidade de artistas criarem uma página artística para adicionar músicas, fotos, vídeos e agendas de shows, proporcionando um ambiente digital único e altamente acessado por uma audiência que alcança milhões de brasileiros.
Todas as funcionalidades disponíveis no Palco MP3 — desktop e aplicativo — são gratuitas, desde o cadastro até o acesso de páginas, álbuns e músicas pelos usuários, que fazem download de canções quando o artista autoriza este tipo de ação. A plataforma possui mais de 170 listas de reprodução organizadas por estilos musicais disponíveis para ouvir, mais de 114 mil artistas cadastrados e mais de um milhão de músicas gratuitas para escutar.

## História
Criado no dia 17 de outubro de 2003, o Palco MP3 surgiu com o objetivo de facilitar a divulgação de músicas de milhares de artistas brasileiros que iniciavam suas carreiras e não possuíam um espaço adequado para isso.
Para isto a Studio Sol criou um site que disponibilizava, gratuitamente, espaço para artistas divulgarem músicas no formato MP3. À medida que o site foi crescendo, foram ampliadas as ações para que artistas e bandas pudessem usufruir e divulgar a própria carreira artística. Assim o Palco MP3 se transformou na plataforma digital que tem registro musical de artistas de todos os estados do país.
Grandes nomes do mercado musical brasileiro, em diferentes estilos, tiveram o início de suas carreiras delineado pelo Palco MP3, como por exemplo Marília Mendonça, Simone & Simaria, Michel Teló, MC Kevinho, Naiara Azevedo, Aldair Playboy, Gustavo Mioto, Maiara e Maraisa Hungria Hip-Hop, dentre outros.
O reconhecimento do alcance do aplicativo do Palco MP3 já foi dado pela Google. Foi o sexto aplicativo de música mais baixado do mundo na Google Play Store, segundo dados levantados no período de janeiro de 2012 a março de 2016.

## Aplicativo
Em janeiro de 2012 foi lançado o aplicativo do Palco MP3, que hoje possui compatibilidade em aparelhos móveis que sejam Android ou iOS. Após fazer o download do aplicativo, os usuários podem buscar e ouvir qualquer música que esteja publicada na plataforma, além de acessar informações sobre os artistas cadastrados e acompanhar a letra da faixa que está tocando.

## Gerenciador para artistas
É uma seção que existe dentro do Palco MP3 para que os milhares de artistas e bandas cadastrados na plataforma possam gerenciar, gratuitamente e com total privacidade, os conteúdos que eles disponibilizam em suas respectivas páginas.

## Blog Palco MP3
É o blog que a plataforma criou para manter os usuários do Palco MP3 sempre informados do que ocorre no mercado musical. É uma espécie de cobertura do trabalho dos artistas e bandas que estão cadastrados na plataforma. Com textos de teor mais jornalístico, o blog funciona como uma extensão da visibilidade que o Palco MP3 oferece para aqueles que escolhem a plataforma como ferramenta para construir a própria carreira musical.
Entrevistas exclusivas com artistas dos mais variados estilos; relação dos artistas e bandas com os fãs ou fatos da vida pessoal que eles anunciam para a mídia; lançamento de clipes, DVD, EPs, singles ou álbuns; status da carreira dos artistas e também das movimentações e parcerias feitas pelas gravadoras e produtoras mais famosas do Brasil; destaques da carreira dos artistas e bandas.
Além destes conteúdos que mantém os fãs informados sobre a vida artística dos mais de 114 mil artistas da plataforma, o Blog Palco MP3 oferece dicas de como gerenciar a carreira: o que fazer para tirar boas fotos, como escrever um bom release, como funcionam as leis de direitos autorais, como aumentar sua audiência na Internet, dentre várias outras táticas.

## Prêmio Palco MP3
Criado em 2015, o Prêmio Palco MP3 surgiu para reconhecer os diversos talentos musicais que existem no Brasil e que estão no Palco MP3. São premiados artistas e bandas que mais se destacaram nas categorias levantadas pela premiação, como quem teve o maior número de acessos na plataforma, músicas mais baixadas ou mais ouvidas, artista mais acessado de cada estado brasileiro e de cada estilo, por exemplo. O Prêmio Palco MP3 já teve três edições, que foram as que ocorreram em 2015, 2016 e 2017.
Em todas elas a lista dos vencedores foi divulgada via um site oficial criado para o prêmio, além dos contatos que a equipe de relacionamento faz com os vencedores e de publicações nas redes sociais da marca. Todos os artistas podem participar de forma bem democrática da premiação, que acaba sendo um evento com bom engajamento dos participantes.

### Vencedores do Prêmio Palco MP3
| Ano  | 1ª Lugar/Artista               | 2º Lugar/Artista              | 3º Lugar/Artista               | 1º Lugar/Música                               | 2º lugar/Música                                 | 3º Lugar/Música                            |
| ---- | ------------------------------ | ----------------------------- | ------------------------------ | --------------------------------------------- | ----------------------------------------------- | ------------------------------------------ |
| 2015 | Gabriel Diniz                  |                               |                                | Meu violão e Nosso Cachorro                   |                                                 |                                            |
| 2016 | Marília Mendonça 118.222 votos | Maiara & Maraisa 42.695 votos | Hungria Hip Hop 34.847 votos   | Eu Sei de Cor (Marília Mendonça) 65.406 votos | 50 Reais (Naiara Azevedo) 23.863 votos          | Turutun (MC Kevinho) 19.285 votos          |
| 2017 | Hungria Hip Hop 79.405 votos   | MC Kevinho 46.110 votos       | Maycon e Vinicius 33.191 votos | Coração de Aço (Hungria Hip Hop) 49.564 votos | Encaixa (MC Kevinho & Léo Santana) 42.213 votos | Moça do Espelho (Maycon & Vinícius) 38.207 |

## Prêmios e citações
- Dentre os aplicativos produzidos pela Studio Sol, o do Palco MP3 foi vencedor do Prêmio Microsoft 2013 Partner of the Year Awards, na categoria Windows 8 App Developer para América Latina.
- Reconhecimento como o 6.º aplicativo de música mais baixado do mundo na Google Play Store, no período de janeiro de 2012 a março de 2016.
- Recebeu o Prêmio Mineiro da Música Independente, como o maior site de música independente do país, em 2015.[33]
- Nos anos de 2016 e 2017, o Palco MP3 contribuiu para o reconhecimento que a Studio Sol recebeu na Retrospectiva App Annie Index. O estudo da App Annie é feito considerando gigantes da Internet, como Facebook e Google, indicando que o número de downloads dos aplicativos da Studio Sol gerou um somatório de 49 milhões de downloads.[34]